# بني مفضل

تعديل مصدري - تعديل

بني مفضل هي إحدى حارات حي المشنة بمدينة إب اليمنية، بلغ تعداد سكانها 718 نسمة حسب تعداد اليمن لعام 2004.